# Тіліженко Віталій Вікторович
Віта́лій Ві́кторович Тіліже́нко (біл. Віталь Віктаравіч Ціліжэнка; 25 грудня 1978, Запоріжжя, Українська РСР — 10 серпня 2015, с. Старогнатівка, Волноваський район, Донецька область, Україна) — український військовик білоруського походження, учасник війни на сході України (Добровольчий український корпус), псевдо «Кекс».

## Життєпис
Закінчив Запорізький інститут економіки та інформаційних технологій.
У 2004—2005 викладав в академії бізнесу і права ім. Кручининої.
З 2005 був бізнес-тренером і ІТ-консультантом в компаніях Інформменеджер, BPO Group, Professional Trainings. Брав участь у більш ніж 50 консультаційних і навчальних проєктах у різних комерційних організаціях. Вів блог на Цензор.нет.
До війни цікавився велоспортом.
Активний учасник Революції гідності. Громадський активіст, волонтер, розробник військового спорядження.
Коли почалася війна, заснував Міжнародний благодійний фонд «Волошка» волонтерської допомоги воїнам, а згодом і сам добровольцем пішов на фронт. Засновник і воїн тактичної групи «Білорусь» 5-го окремого батальйону ДУК «Правого сектора».
Загинув у бою з проросійськими терористами при обороні позицій 72-ї бригади. У тому ж бою загинули Василь Лавкай, Андрій Бодяк та сержант Євген Ровний.
Похований у Запоріжжі. По смерті залишилася сестра.

## Нагороди та вшанування
- Орден «За мужність» III ступеня[5]
- ім'я викарбуване на Монументі білорусам, загиблим за Україну у Києві[6].
- нагороджений відзнакою «Народний Герой України» (посмертно)[7].